# Systematik für Bibliotheken
Die Systematik für Bibliotheken (SfB) ist eine hierarchische Aufstellungssystematik für die Bestände in öffentlichen und wissenschaftlichen Bibliotheken.
Die SfB wird gemeinsam von der Stadtbibliothek Bremen, der Büchereizentrale Schleswig-Holstein, der Stadtbücherei Frankfurt am Main und der Stadtbibliothek Hannover aktualisiert und weiterentwickelt. Die Redaktion liegt bei der Stadtbibliothek Hannover. Ziel ist es, dauerhaft mit einer aktuellen, eng an der Praxis ausgerichteten, arbeitsteilig erstellten Systematik arbeiten zu können.

## Aufbau und Inhalt
Zurzeit umfasst die SfB 30 hierarchisch geordnete Fachgebiete, deren Hauptgruppen mnemotechnisch bezeichnet sind. Auf der ersten Ebene sind sie zunächst durch Buchstaben gekennzeichnet, entweder durch die Anfangsbuchstaben ihrer Benennung oder durch deren Abkürzung (BWL – Betriebswirtschaftslehre). Die zweite Ebene der gemischten Notation besteht aus ein- bis vierstelligen Zahlen (1 – 9999, höchste tatsächlich vergebene: 2845 bei SoP/Sozialpolitik), die enumerativ geordnet werden und zur Kennzeichnung der Untergruppen dienen. Einige Untergruppen werden mit Kommanotationen zusätzlich aufgeschlüsselt (z. B. Bio 868 – Reptilien, Bio 868,1 –  Schildkröten). Ferner existieren in einzelnen Fachgebieten zusätzliche Schlüssel zur Aufschlüsselung biographischer Literatur und zur Aufschlüsselung von Kunst einzelner Orte sowie ein Generalschlüssel zur Kurzbenennung von Staaten und deutschen Ländern in Sachgruppen, die eine geografische Aufschlüsselung verlangen.

## Verbreitung
Die SfB wird schwerpunktmäßig von Bibliotheken in Bremen, Niedersachsen, Schleswig-Holstein und in den Gebieten der deutschsprachigen Minderheiten in Dänemark um Aabenraa angewendet. Außerdem gibt es eine Reihe von Bibliotheken in Nordrhein-Westfalen und in Süddeutschland, die nach der SfB aufstellen. Darüber hinaus arbeitet auch der Verbund Öffentlicher Bibliotheken Berlins mit der SfB.

## Kooperation
Die SfB wird in Kooperation aktualisiert und gepflegt. Diese findet auf mehreren Ebenen statt: Die Steuerung und Koordination der kontinuierlichen Systematikpflege erfolgt durch ein Lenkungsgremium, das sich aus den Leitungen und jeweils einem Lektor der vier Bibliotheken zusammensetzt. Zwei Mitarbeiter der ekz nehmen beratend an den Sitzungen teil. Weitere übergeordnete und vereinheitlichende Funktionen nimmt ein Redaktionsteam, bestehend aus den Lektoren, die auch im Lenkungsgremium vertreten sind und einem Mitarbeiter der ekz, wahr. Für jedes Fachgebiet gibt es einen federführenden Lektor, der die jeweiligen Änderungen dieses Fachgebietes mit den Kollegen der anderen Häuser abstimmt.

## Geschichte
Die Stadtbüchereien Hannover (heute Stadtbibliothek Hannover) entwickelten ab 1956 unter dem damaligen Direktor Rolf Kluth eine neue Systematik. Als Grundlage wählten sie die Systematik der Amerika-Gedenkbibliothek (AGB), die erst wenige Jahre zuvor (1951–1954) entworfen worden war. Sie lehnte sich an den Typus der amerikanischen Public Library an und war ausdrücklich für die Anwendung in einer einzelnen Bibliothek geplant worden (vgl.). Die überarbeitete Version, die Systematik der Stadtbüchereien Hannover (SSH) ist der direkte Vorgänger der SfB.
Nachdem 1973 mit der Stadtbibliothek Lübeck neben einer Reihe von kleineren Einrichtungen eine weitere große Bibliothek die SSH übernommen hatte, wurde die Lieferung auf eine Loseblattsammlung umgestellt, um eine permanente Aktualisierbarkeit zu vereinfachen.
1976 wurde bei einer Konferenz der Norddeutschen Bibliotheksdirektoren (Stadtbibliothek Bremen, Büchereizentrale Schleswig-Holstein, Stadtbüchereien Hannover) der Beschluss gefasst, bei jeder anstehenden Umsystematisierung in Norddeutschland die SSH einzuführen. Gleichzeitig wurde die Klassifikation in SfB umbenannt. Die Verantwortung für die einzelnen Fächer wurde auf die einzelnen Bibliotheken verteilt. Als Verbundszentrale übernahmen die Stadtbüchereien Hannover die Redaktion mit einer Koordinierungsstelle.
1978–1987 erscheint die SfB in Einzellieferungen bis 1997 eine Gesamtausgabe im K. G. Saur Verlag auf den Markt kommt. Ab 1998 systematisiert die ekz alle ID-Titel neben der KAB, ASB und SSD nun auch nach der SfB.
2000 tritt die Stadtbücherei Frankfurt am Main der Kooperation bei.

## SfB heute
Seit 2009 ist die SfB frei für alle nichtkommerziellen Verwendungen im Internet abrufbar. Updates erfolgen im Jahrestakt. Beispielsystematiken für eine Stadt, einen Stadtstaat und ein Bundesland sowie für Schöne Literatur und Kinder- und Jugendliteratur komplettieren das Angebot.

## Belege
1. ↑  Heinz-Jürgen Lorenzen: SfB-Online. In: SfB-Informationen, abgerufen am 8. November 2024.
2. ↑  Holger Nohr: Systematische Erschließung in deutschen Öffentlichen Bibliotheken. Harrassowitz, Wiesbaden 1996, ISBN 3-447-03787-3, S. 37.